# Ensemble Khodja Zain oud Din
 (août 2022).
L'ensemble Khodja Zain oud Din (ouzbek : Xoja Zayniddin me'moriy majmuasi) est un complexe architectural, situé au sud-ouest du centre de Boukhara, en Ouzbékistan.

## Histoire
L'ensemble architectural remonte à la première moitié du XVIe siècle. Il a été construit à la demande de Khodja Zaïnouddine. Lors de sa restauration en 1913, à la demande du dernier émir de l'émirat de Boukhara Alim Khan (1910—1920), l'ancien déversoir du sud-est a été remplacé par un nouveau en marbre.

## Architecture
L'ensemble architectural comprend une mosquée-khanqah et un howz. Dans le bâtiment sont intégrés (sur un gabarit de 30,4 × 18,8 × 16,6 m) : la salle de la mosquée, le mazar ou mausolée du constructeur, le mekteb et plusieurs cellules pour les pèlerins. La mosquée-khanqah s'élève sur une plate-forme de brique. La façade sud principale décorée autrefois de mosaïque, de glaçure, est composée d'un portail dans lequel s'inscrivent de profondes niches voûtées à cinq pans ainsi que des portes dans les angles. Les façades nord et sud sont entourées d'iwans soutenus par des colonnes en bois garnies de muqarnas sur les chapiteaux. La façade ouest, présente une niche profonde et voûtée. Dans celle-ci se trouvent les mazars (mausolées) de Khodja Zain oud Din et de Kodjan Tourk, au-dessus duquel se dressent des bannières tugs qui indiquent les tombes des différents saints.
Un riche décor multicolore couvre l'intérieur de la salle depuis le sol jusqu'au sommet du dôme. Les parties inférieures des murs sont décorées de panneaux de mosaïque. Au-dessus des murs, le mihrab, l'intérieur de la coupole et les arcs sont recouverts d'une peinture florales et végétale suivant la technique du koundal, c'est-à-dire dorée en relief, sur un fond bleu et une décoration en faïence bleue dorée. Le long des murs, à la base de la coupole, se trouve une ceinture d'inscriptions d'écritures coraniques.
Dans la cour de la mosquée-khanqah se trouvent des cellules (khoudjres) de la médersa Khodja Rakhmatoula et des emplacements destinés aux ablutions rituelles (le takharatkhana).
Le howz est un grand bassin rectangulaire aux angles coupés. Il est réalisé en bloc de pierres et serait le plus ancien de la ville. Les surfaces supérieures et latérales du déversoir sont recouvertes d'ornements géométriques et végétaux sculptés et l'limation en eau se fait par une gargouille en tête de dragon. Entre ces éléments figure la date et le nom du donateur qui a permis la restauration.